# Blue Bay Palace
Blue Bay Palace (2004) è il secondo romanzo della scrittrice mauriziana Nathacha Appanah.

## Trama
Protagonista del romanzo è Maya, una ragazza che abita nel villaggio di Blue Bay, in un'isola dell'Oceano Indiano. Maya incontra Dave, figlio di un facoltoso proprietario terriero, con il quale inizia un'intensa relazione. Tutto sembra destinarla a una vita felice e agiata, quando all'improvviso il suo mondo va in frantumi.

## Edizioni
- Nathacha Appanah, Blue Bay Palace, traduzione di Cinzia Poli ed Emmanuelle Caillat, Edizioni e/o, 2005.